# Julius Friedrich Wilhelm Bosse
Julius Friedrich Wilhelm Bosse (1788-1864) fue un botánico alemán, y desde 1814 curador de los jardines ducales de Oldenburgo, Alemania.

## Algunas publicaciones
- 1829. Über die Befruchtung der Passions-Blumen (Fertilización de flores de pasionaria. Verhandlungen des Vereins zur Beförderung des Gartenbaus in den königlich Preussischen Staaten 5: 431--2[1]

### Libros
- 1831. Der Blumenfreund oder fassliche, auf vieljährige, eigene Erfahrung gegründete Anleitung zur Behandlung der Zierpflanzen ...(amigo de flores, comprensible, por muchos años, fundando su propia experiencia para guiar el tratamiento de las plantas ornamentales...) 340 pp.
- 1840. Abies - Dyckia. 731 pp.
- 1841. Ebalium - Oxyura. 705 pp.
- 1842. Pachypodium - Zygophyllum. 678 pp.
- 1846. Die Cultur der Orchideen: Vorzüglich nauch John Henshall dargestellt : mit einer Einleitung und einem alphabetischen Verzeichnisse fast aller exotischen Orchideen, welche in England, Belgien und Deutschland cultivirt werden ...(El cultivo de orquídeas: excelente obra con John Henshall representados: con introducción y lista alfabética de casi todas las orquídeas exóticas que se cultivan en Inglaterra, Bélgica y Alemania ...) 154 pp.leer
- 1854. Neueste Zierpflanzen (Últimas plantas ornamentales). 562 pp.
- 1859. Einleitung. Abelia - Dysophylla. 994 pp.
- 1860. Ecbalium - Oxyura. 965 pp.
- 1861. Vollstandiges Handbuch der Blumen-gartnerei; oder, Genaue Beschreibung fast aller in Deutschland bekannt gewordenen Zierpflanzen, mit Einschluss der Palmen und der vorzuglichsten Strauche und Baume, welche zu Lustanlagen benutzt werden (Manual completo de flores de jardín, o una descripción exacta de casi todas las plantas ornamentales conocidas en Alemania, con la inclusión de las palmas y las ventajas de arbustos y árboles, que se utilizan para sistemas) Volumen 3: leer ed. de 1859 leer ed. de 1861
- 1861. Pachyra - Zygophyllum. 971 pp.

- La abreviatura «Bosse» se emplea para indicar a Julius Friedrich Wilhelm Bosse como autoridad en la descripción y clasificación científica de los vegetales.[2]